# PSA EW/DW-motor
PSA EW- og DW-motorerne er 4-cylindrede rækkemotorer produceret af PSA Peugeot Citroën, og som fortrinsvis benyttes af Citroën og Peugeot.
Alle EW (benzin)-motorerne har 16 ventiler og 2 overliggende knastaksler, mens DW (diesel)-motorerne startede med 8 ventiler og 1 overliggende knastaksel, men senere fik 16 ventiler og 2 overliggende knastaksler.
EW- og DW-motorerne har overtaget mange dele fra XU- og XUD-motorerne, mest af alt krumtapakslen.

## EW7
EW7-motoren har en boring på 82,7 mm og en slaglængde på 81,4 mm, til et slagvolume af 1749 cm³. Den blev brugt i indstigningsmodellerne af Citroën C5, Peugeot 406 og Peugeot 407.
Da EW7-motoren kun opfylder Euro4-normen, udgik den i Europa pr. 1. januar 2011.
| Motor  | Kode | Effekt / omdr.        | Moment / omdr. | Teknik                        | Model                                                    |
| ------ | ---- | --------------------- | -------------- | ----------------------------- | -------------------------------------------------------- |
| EW7 J4 | 6FZ  | 85 kW (116 hk) / 5500 | 160 Nm / 4000  | 16V, multipoint-indsprøjtning | Citroën Xsara Picasso Citroën C5 Peugeot 406 Peugeot 407 |
| EW7 A  | 6FY  | 92 kW (125 hk) / 6000 | 170 Nm / 3750  | 16V, multipoint-indsprøjtning | Citroën C5 Peugeot 407                                   |

## EW10
EW10-motoren har en boring på 85 mm og en slaglængde 88 mm, til et slagvolume på 1997 cm³. Den blev brugt meget indenfor PSA-koncernen, bl.a. i Citroën C4 og C5 og Peugeot 206, 307 og 407. En variant med direkte benzinindsprøjtning, kaldet EW10 D og solgt som HPi, blev kort brugt i Citroën C5 og Peugeot 406 startende i 2001, men udgik i 2003 som følge af af svigtende salg. EW10 J4S varianten er en højtydende version brugt i 206 RC, 307 Féline og C4 VTS. Effekten blev øget til 177 HK (130 kW), selv om de to franske mærker rundede det op til 180 HK i reklamer. EW10 A er en videreudvikling af EW10 J4, med en smule højere effekt og drejningsmoment som følge af introduktionen af variabel ventilstyring (VVT). Brændstofforbruget blev også sænket. Effekten er 103 kW ved 6000/min og momentet 200 Nm ved 4000/min. Citroen siger normalt 143 HK og Peugeot 140 HK for den samme 103 kW-motor.
Da EW10-motoren kun var en Euro4-motor, udgik den i Europa pr. 1. januar 2010. I de fleste bilmodeller hvor motoren blev brugt, blev den afløst af Prince-motoren.
| Motor    | Kode | Effekt / omdr.         | Moment / omdr. | Teknik                           | Model |
| -------- | ---- | ---------------------- | -------------- | -------------------------------- | --- |
| EW10 J4  | RFR  | 99 kW (135 hk) / 6000  | 190 Nm / 4100  | 16V, multipoint-indsprøjtning    | Peugeot 206 Peugeot 406 |
| EW10 J4  | RFN  | 100 kW (136 hk) / 6000 | 190 Nm / 4100  | 16V, multipoint-indsprøjtning    | Citroën Xsara Citroën Xsara Picasso Citroën C4 Citroën C5 Citroën C8 Citroën Evasion Citroën Jumpy Fiat Ulysse Fiat Scudo Lancia Zeta Lancia Phedra Peugeot 206 Peugeot 307 Peugeot 406 Peugeot 407 Peugeot 607 Peugeot 806 Peugeot 807 Peugeot Expert |
| EW10 A   | RFJ  | 103 kW (140 hk) / 6000 | 200 Nm / 4000  | 16V, multipoint-indsprøjtning    | Citroën C4 Citroën C5 Citroën C8 Citroën Jumpy Peugeot 307 Peugeot 407 Peugeot 807 Peugeot Expert |
| EW10 J4S | RFK  | 130 kW (177 hk) / 7000 | 202 Nm / 4750  | 16V, multipoint-indsprøjtning    | Citroën C4 Peugeot 206 Peugeot 307 |
| EW10 D   | RLZ  | 103 kW (140 hk) / 6000 | 192 Nm / 4000  | 16V, direkte benzinindsprøjtning | Citroën C5 Peugeot 406 |

## EW12
EW12-motoren blev introduceret for at erstatte lavtryksturbovarianten af XU10-motoren. Den har en boring på 86 mm og en slaglængde på 96 mm, til et slagvolume på 2231 cm³. Citroën bruger den kun i MPV'en C8, mens Peugeot, der har et mere sporty image, bruger den i 406 SRi, 407, luksusmodellen 607 og MPV'en 807.
EW12-motoren er en Euro4-motor, og udgik derfor i Europa pr. 1. januar 2011.
| Motor   | Kode | Effekt / omdr.         | Moment / omdr. | Teknik                        | Model                                                      |
| ------- | ---- | ---------------------- | -------------- | ----------------------------- | ---------------------------------------------------------- |
| EW12 J4 | 3FZ  | 116 kW (158 hk) / 5650 | 217 Nm / 3900  | 16V, multipoint-indsprøjtning | Citroën C8 Peugeot 406 Peugeot 407 Peugeot 607 Peugeot 807 |
| EW12 J4 | 3FY  | 120 kW (163 hk) / 5875 | 220 Nm / 4150  | 16V, multipoint-indsprøjtning | Peugeot 407 Peugeot 607                                    |

## DW8
DW8-motoren er i ethvert henseende en videreudvikling af XUD9-motoren og er den eneste dieselmotor i serien, som ikke er forsynet med turbolader og commonrail-indsprøjtning. Den har en boring på 82,2 mm og en slaglængde på 88 mm til et slagvolume på 1868 cm³. Den bruges mest i varebiler som f.eks. Citroën Berlingo og Peugeot Partner, men findes også i nogle versioner af Peugeot 206. DW8-motoren udgik i 2007, fordi den ikke kunne leve op til Euro4-emissionsnormerne (det var en Euro3-motor).
| Motor         | Effekt / omdr.       | Moment / omdr. | Teknik                  | Model |
| ------------- | -------------------- | -------------- | ----------------------- | --- |
| DW8 / WJY/WJZ | 51 kW (69 hk) / 4600 | 125 Nm / 2500  | Indirekte indsprøjtning | Citroën Xsara Citroën Berlingo Citroën Jumpy Fiat Scudo Peugeot 206 Peugeot 306 Peugeot Partner Peugeot Expert Toyota Corolla |

## DW10
DW10 var den første PSA-dieselmotor til at få direkte indsprøjtning, og fik salgsbetegnelsen HDi. Den har en boring på 85 mm og en slaglængde på 88 mm til et samlet slagvolume på 1997 cm³, som afløste XUD9-motoren i 1998. Den var i første omgang tilgængelig i en 90 HK (66 kW)-version, med 2 ventiler pr. cylinder og en ikke-ladeluftkølet turbolader. En intercooler blev tilføjet senere på året, og øgede effekten til 107 HK (79 kW). 
I første omgang var den tilgængelig i de mellemstore modeller, som f.eks. Citroën Xsara og Xantia og Peugeot 306 og 406, men blev hurtigt spredt over hele PSA's modelprogram, såsom varebiler, mens en 16-ventilet version med 109 hk (80 kW), blev anvendt i de store MPV'er bygget i samarbejde med Fiat. Suzuki købte disse motorer, og brugte dem i den europæiske SUV Grand Vitara. 
DW10-motoren blev brugt som forbillede for den nye familie af dieselmotorer udviklet i samarbejde med Ford, og de anvendes i Focus, C-Max og Mazda5, foruden forskellige Citroën- og Peugeot-personbilsmodeller. Den 16-ventilede udgave blev udstyret med et anden generations commonrail-indsprøjtningssystem og en turbolader med variabel geometri, som hævede effekten til 136 HK (100 kW). Den er udstyret med en 6-trins manuelt gear eller 6-trins automatgear (fra sommeren 2006 og fremefter).
DW10-motoren opfylder Euro5-normen, og sælges derfor fortsat i Europa..
| Motor            | Effekt / omdr.         | Moment / omdr. | Teknik                                   | Model |
| ---------------- | ---------------------- | -------------- | ---------------------------------------- | --- |
| DW10 UTD / RHV   | 62 kW (84 hk) / 4000   | 192 Nm / 1900  | Commonrail, turbolader                   | Citroën Jumper Fiat Ducato Peugeot Boxer |
| DW10 TD / RHY    | 66 kW (90 hk) / 4000   | 205 Nm / 1900  | Commonrail, turbolader                   | Citroën Xsara Citroën Xantia Citroën C5 Citroën Berlingo Peugeot 206 Peugeot 306 Peugeot 307 Peugeot 406 Peugeot Partner                                                                                   |
| RHX              | 69 kW (94 hk) / 4000   | 215 Nm / 1750  | Commonrail, turbolader                   | Citroën Jumpy Fiat Scudo Peugeot Expert |
| DW10 ATED / RHS  | 79 kW (107 hk) / 4000  | 250 Nm / 1750  | Commonrail, turbolader, intercooler      | Citroën C5 Peugeot 307 Peugeot 406 Peugeot 607 |
| DW10 ATED / RHZ  | 80 kW (109 hk) / 4000  | 250 Nm / 1750  | Commonrail, turbolader, intercooler      | Citroën Xsara Citroën Xantia Citroën C5 Citroën Jumpy Fiat Ulysse Fiat Scudo Lancia Zeta Peugeot 406 Peugeot 607 Peugeot 806 Peugeot Expert Suzuki Grand Vitara                                            |
| DW10 ATED4 / RHW | 80 kW (109 hk) / 4000  | 270 Nm / 1750  | 16V, commonrail, turbolader, intercooler | Citroën C8 Citroën Jumpy Fiat Ulysse Fiat Scudo Lancia Zeta Lancia Phedra Peugeot 806 Peugeot 807 Suzuki Grand Vitara                                                                                      |
| DW10 BTED4 / RHK | 88 kW (120 hk) / 4000  | 300 Nm / 2000  | 16V, commonrail, turbolader, intercooler | Citroën C8 Citroën Jumpy Fiat Ulysse Fiat Scudo Lancia Phedra Peugeot 807 Peugeot Expert |
| DW10 BTED4 / RHR | 100 kW (136 hk) / 4000 | 320 Nm / 2000  | 16V, commonrail, turbolader, intercooler | Citroën C4 Citroën C5 Citroën C8 Fiat Ulysse Fiat Scudo Ford Focus Ford C-MAX Ford Kuga Lancia Phedra Peugeot 307 Peugeot 308 (2007) Peugeot 407 Peugeot 607 Peugeot 807 Volvo S40/V50 Volvo V70 Volvo S80 |
| DW10B / RHF      | 103 kW (140 hk) / 4000 | 320 Nm / 2000  | 16V, commonrail, turbolader, intercooler | Citroën C4 Citroën C5 Ford Focus Ford Mondeo Ford C-MAX Ford Galaxy Ford S-MAX Peugeot 308 Peugeot 407 Peugeot 508                                                                                         |
| DW10C / RHH      | 120 kW (163 hk) / 3750 | 340 Nm / 2000  | 16V, commonrail, turbolader, intercooler | Citroën C4 Citroën C5 Citroën C8 Citroën DS4 Citroën DS5 Ford Focus Ford C-MAX Ford Mondeo Ford Galaxy Ford S-MAX Ford Kuga Peugeot 3008 Peugeot 5008 Peugeot 407 Peugeot 508                              |
| DW10D / RHE      | 110 kW (150 hk) / 3750 | 340 Nm / 2000  | 16V, commonrail, turbolader, intercooler | Citroën C4 Citroën DS5 Peugeot 3008 Peugeot 5008 |

## DW12
DW12-motoren har en boring på 85 mm og en slaglængde på 96 mm, til et slagvolume på 2179 cm. I modsætning til DW10 motoren, var den forsynet med 16 ventiler fra begyndelsen, og blev introduceret i 2000 sammen med Citroën C5 og Peugeot 607, og blev kun brugt i større bilmodeller. Dog findes også en 8-ventilet version med 100 HK (74 kW) i varebilerne Citroën Jumper og Peugeot Boxer. I 2006 blev den føjet til PSA/Ford-familien, nu med en effekt på 170 HK (125 kW). Land Rover bruger denne motor i den nye Freelander, hvor den yder 160 HK (118 kW). Derudover bruger Ford den også i Ford Mondeo og Jaguar X-Type. En anden 2.2L motor, Ford's ZSD-422 med et slagvolume på 2198 cm, anvendes i Peugeot's varebiler.
DW12-motoren opfylder Euro5-normen.
| Motor            | Effekt / omdr.         | Moment / omdr. | Teknik                                   | Model                                                                                          |
| ---------------- | ---------------------- | -------------- | ---------------------------------------- | ---------------------------------------------------------------------------------------------- |
| DW12 UTED / 4HY  | 74 kW (101 hk) / 4000  | 240 Nm / 1900  | Commonrail, turbolader, intercooler      | Citroën Jumper Peugeot Boxer                                                                   |
| DW12 TED4 / 4HW  | 94 kW (128 hk) / 4000  | 314 Nm / 2000  | 16V, commonrail, turbolader, intercooler | Citroën C8 Fiat Ulysse Lancia Phedra Peugeot 807                                               |
| DW12 TED4 / 4HX  | 98 kW (133 hk) / 4000  | 314 Nm / 2000  | 16V, commonrail, turbolader, intercooler | Citroën C5 Peugeot 406 Peugeot 607                                                             |
| DW12 BTED4 / 4HT | 125 kW (170 hk) / 4000 | 370 Nm / 1750  | 16V, commonrail, turbolader, intercooler | Citroën C5 Citroën C6 Citroën C8 Fiat Ulysse Lancia Phedra Peugeot 407 Peugeot 607 Peugeot 807 |
| DW12 BTED4       | 129 kW (175 hk) / 3500 | 400 Nm / 1750  | 16V, commonrail, turbolader, intercooler | Ford Mondeo Ford Galaxy Ford S-MAX                                                             |
| DW12C            | 150 kW (204 hk) / 3500 | 450 Nm / 2000  | 16V, commonrail, turbolader, intercooler | Citroën C5 Ford Mondeo Ford Galaxy Ford S-MAX Peugeot 508                                      |